# Các dân tộc Kavkaz

Các nhóm ngôn ngữ - dân tộc ở vùng Kavkaz

Các dân tộc Kavkaz hay người Kavkaz là nhóm đa dạng bao gồm hơn 50 nhóm sắc tộc trên khắp vùng Kavkaz.
Các dân tộc Kavkaz được chia loại theo nhóm ngôn ngữ, theo vị trí hoặc theo nguồn gốc di truyền.